# Милятинское водохранилище
Милятинское водохранилище — водохранилище, расположенное в Барятинском районе Калужской области, рядом со Смоленской областью. Образовано на реке Большая Ворона — притоке Угры. В 2017 году водохранилищу присвоен статус памятника природы.

## Характеристики
Площадь водного зеркала составляет 458 га, полный объем водного объекта — 7580 тыс. м³. Наибольшая глубина водохранилища — 5 м, преобладающая — 1,7 м.
Берега водохранилища сильно заболочены, поросли осиново-берёзовым лесом. У северо-западной оконечности водоёма находится село Милятино, у восточной — деревня Цветовка, рядом с которой впадает речка Святой Колодезь (в XIX в. носила название Еськовка, в XVIII — Левинка). Юго-восточное водохранилища проходит автодорога Юхнов — Рославль. Местами отмечено зарастание сплавинного типа, значительное только в заливах.

## Флора и фауна
В прибрежной полосе водохранилища произрастают хвощ приречный, рогоз широколистный, манник большой, тростник обыкновенный, ирис ложноаировый, осоки острая и вздутая, образующими обширные заросли. Водная растительность представлена элодеей канадской, кувшинкой чисто-белой, рдестами плавающим, пронзеннолистным и сплюснутым, роголистником темно-зеленым, водокрасом обыкновенным и телорезом алоевидным.
Водохранилище является одним из ключевых водно-болотных угодий в северо-западной части Калужской области. Ввиду физиографических и топографических особенностей (обилие мелководных участков, сложная береговая линия) на водохранилище образуются благоприятные для обитания и размножения птиц условия. Зарегистрировано 20 видов птиц, 6 из которых занесены в Красную книгу Российской Федерации и (или) Красную книгу Калужской области (широконоска, скопа, черношейная поганка, дроздовидная камышовка, красноголовый нырок, хохлатая чернеть). Также отмечено 17 видов рыб, 10 — земноводных (включая краснокнижную краснобрюхую жерлянку), 28 — млекопитающих (включая лесного нетопыря) и 5 — пресмыкающихся (включая обыкновенную гадюку).